# Akihiro Yamauchi
Akihiro Yamauchi (em japonês:  山内 晶大, Yamauchi Akihiro, Aichi, 30 de novembro de 1993) é um jogador de voleibol japonês que atua na posição de central.

## Carreira

### Clube
Yamauchi jogou voleibol universitário pela Aichi Gakuin University de 2012 a 2016. Em 2016 o atleta foi contratado pela Panasonic Panthers, se tornando capitão do time na temporada 2021–22.

### Seleção
Yamauchi foi vice-campeão nos Jogos Asiáticos de 2014, sediado em Incheon, perdendo a final para a seleção iraniana. No ano seguinte, disputando o Campeonato Asiático, o central conquistou o título da competição sobre o Irã. Na edição seguinte, voltou a subir no lugar mais alto do pódio ao derrotar a seleção do Cazaquistão por 3 sets a 1.
Em 2021, disputando a Liga das Nações, terminou na décima primeira colocação. No mesmo ano o central disputou sua primeira Olimpíada. Com a equipe japonesa, o atleta terminou na sétima colocação nos Jogos Olímpicos de Tóquio ao perder nas quartas de final para a seleção brasileira por 3 sets a 0. Em setembro do mesmo ano, foi vice-campeão do Campeonato Asiático ao perder a final para a seleção iraniana por 3 sets a 0.

## Títulos
Panasonic Panthers
- Campeonato Japonês: 2017–18, 2018–19
- Copa do Japão: 2017–18

## Clubes
| Anos  | Clube              |
| ----- | ------------------ |
| 2016– | Panasonic Panthers |